# Masdevallia laevis
Masdevallia laevis är en orkidéart som beskrevs av John Lindley. Masdevallia laevis ingår i släktet Masdevallia och familjen orkidéer. Inga underarter finns listade i Catalogue of Life.